# Billund Kommune (1970–2006)
| Strukturdaten       | Strukturdaten   |
| ------------------- | --------------- |
| Sitz der Verwaltung | Billund         |
| Fläche              | 154,54 km²      |
| Einwohner           | 8.632 (2006)    |
| Kommune seit 2007   | Billund Kommune |

Billund Kommune war bis Dezember 2006 eine dänische Kommune im damaligen Ribe Amt in Jütland. Seit Januar 2007 ist sie zusammen mit der Kommune Grindsted und einem Teil der bisherigen Kommune Give Teil der neuen Billund Kommune.
Billund Kommune wurde im Rahmen der Verwaltungsreform von 1970 neu gebildet und umfasste folgende Sogn:
- Grene Sogn
- Vorbasse Sogn